# هيلين رولاسون
هيلن فرانسيز رولاسون (بالإنجليزية: Helen Rollason)‏ (11 مارس 1956- 9 (عدد) أغسطس 1999) هي صحفية رياضية بريطانية بالإضافة إلى كونها مذيعة تليفزيونية والتي أصبحت في عام 1990 أول مذيعة لبرنامج جراند ستاند «المنصة» الرياضي على قناة بي بي سي وكانت أيضًا مذيعة دائمة لبرنامج «رياضة يوم الجمعة» بالإضافة إلى برنامج الأطفال «نيوزراوند» خلال عام 1980.
وُلدت هيلن بمدينة لندن وأتمت دراستها لتصبح معلمة للتربية الرياضية قبل التحاقها بالبث الإذاعي في عام 1980. وبعد توجيه الرياضة المرتبطة بمحتوى القناة الرابعة والتي ساعدتها على جلب الكرة الأمريكية إلى التليفزيون البريطاني، قامت هي بتغطية الألعاب الطلابية العالمية في عام 1987 ودورة الألعاب الأولمبية لعام 1988. وقد ساعد عملها في برنامج جراند ستاند «المنصة» في زيادة شعبيتها وأدى إلى تقديمها عدد من الأدوار الرياضية خلال عام 1990. وعلاوة على تغطيتها للأحداث السائدة مثل دورة الألعاب الأولمبية لصيف 1996، كان لها أيضًا دورها في رياضة ذوي الاحتياجات الخاصة وساعدت على الرفع من شأنها وساهمت في تغيير الإدراك الشعبي والإعلامي لها. وعملت أيضًا على تقديم نشرات رياضية في أخبار بي بي سي وفي عام 1996 أطلقوا عليها مذيعة الرياضة لهذه السنة.
أُصيبت رولاسون بمرض سرطان القولون في عام 1997 وخاضت معركة لمدة عامين مع المرض. وفي عام 1998 تم عرض فيلم وثائقي لها شعرت هيلن خلاله ببعض الأمل وذلك بعد فترة علاجها ولاقى دعم الكثير وذلك بسبب شجاعتها. استمرت هيلن في العمل خلال فترة مرضها وقبل فترة وجيزة من وفاتها تم منحها وسام الإمبراطورية البريطانية في ذكرى الميلاد عام 1999. وفي وقت لاحق من ذلك العام، أنشأت قناة بي بي سي جائزة تخليدًا لذكراها والتي قُدمت في احتفالية توزيع الجوائز السنوية لعدد من الشخصيات الرياضية بالإضافة أيضًا إلى تأسيس مؤسسة خيرية للسرطان وأطلقوا عليها اسمها. وساعد العمل التليفزيوني لرولاسون في فتح آفاق جديدة لغيرها من النساء للدخول في عالم البث الرياضي مثل سيو باركر وغابي يوراث مُقتفيين أثرها في العمل بالإذاعة.

## النشأة
وُلدت هيلن جريندلي في لندن يوم 11 مارس 1959 وأصبحت ابنه بالتبني عندما كان عمرها تسعة أشهر. نشأت هيلن في أسرة كانت فيها الابنة الثانية من بين ثلاثة أطفال وقضت طفولتها في مدينتي نورثامبتون وباز. كان والدها يعمل مهندسًا وأصبح فيما بعد محاضرًا في كلية باز وكانت والدتها تعمل معلمة أحياء. درست هيلن بالمدرسة الثانوية للبنات في مدينة باز وبعد تطور اهتمامها المبكر بالرياضة، شاركت بعضوية نادي باز لألعاب القوى فضلاً عن لعب الهوكي لسومريست. وعلى الرغم من حرصها على الالتحاق بمهنة في مجال البث فإن استشاري المهن في المدرسة دفعوها نحو التدريس بدلاً من ذلك.
وبعد مغادرة المدرسة، درست بجامعة كلية تشيسلي في برايتون للتربية الرياضية في إيستبورن، حيث عملت كنائبة لرئيس اتحاد الطلاب. وفي السنة الثانية في الكلية أمضت هيلن فترة كطالبة تبادلية بجامعة دالهاوزي في هاليفاكس، نوفا سكوتيا، وتخرجت في عام 1977. وبعد الانتهاء من دراستها أصبحت مدرسة للتربية الرياضية وأمضت ثلاث سنوات في تدريس المادة لطلاب المدارس الثانوية. عملت هيلن في البداية في مدرسة هينري بوفورت في وينشستر بمدينة هامبشاير قبل أن تتنتقل إلى اسيكس والتي عملت فيها كمدرسة تحت الطلب. وأثناء ما كانت تُدرس التربية الرياضية التقت هيلن بزوجها المستقبلي وهو مدرس زميل يُدعى جون رولاسون وتزوج الزوجان في عام 1980، وكان لهما ابنة تدعى نيكي والتي وُلدت عام 1983. وانفصل الزوجان في عام 1991.

## عملها بالإذاعة
استمرت رولاسون في تطلعها إلى العمل بالإذاعة وأثناء عملها بالتدريس قامت بعدة اختبارات لشاشة قناتي بي بي سي ويلز وبي بي سي الجنوبية ولكن لم يحالفها الحظ في الاختبارات. وفي عام 1980 حصلت هيلن على عمل في عطلتها كمذيعة متطوعة في راديو مجتمع باسيلدون بعد أن شاهدت إعلانًا في مركز بلدة باسيلدون وعرضت عليهم خدمتها أيضًا. وبعد مرور عام، التحقت هيلين بفريق راديو إسيكس كمراسلة رياضية وذلك عندما ظهرت محطة تجارية على الهواء مباشرة. وتم تعيينها في وقت لاحق كمحررة رياضية لنائب تلك المحطة، وبعد ثلاث سنوات عملت كمديرة انتاج في شركة تشيرليدر للإنتاج بالإضافة إلى عمل محتوى رياضي للقناة الرابعة. كانت هيلن هي إحدى الأسباب التي ساعدت على توفير التغطية للمباراة النهائية لكأس ديفيس عام 1984 التي عقدت في السويد والسوبر باول التاسع عشر الذي حدث عام 1985 بالإضافة إلى عملها في بطولة الماسترز الأمريكية وبطولة أمريكا المفتوحة للتنس.
وبعد أكثر من عام مع شركة تشيرليدر، غادرت رولاسون الشركة وذلك للتركيز على عملها بالإذاعة وأصبحت مراسلة حرة. قامت هيلين بتغطية دورة الألعاب الطلابية العالمية عام 1987 من مدينة زغرب لتليفزيون تايمز وبعد ذلك قدمت بطولة ألعاب القوى للناشئين العالمية عام 1988 من مدينة سودبيري بأونتاريو للقناة الرابعة. وفي وقت لاحق من عام 1988 قامت بتغطية دورة الألعاب الاوليمبية الصيفية في تلك السنة التي عُقدت في سيول لقناة أي تي في. وفي منتصف عام 1980، التحقت هيلين بفريق المذيعين لبرنامج الأخبار الذي يذاع على قناة بي بي سي للأطفال ونيوزراوند بهدف زيادة تغطيتها الرياضية وركزت على العديد من مزايا بعض الموضوعات مثل الجمباز والفروسية الخاصة بالإناث فضلاً عن تقديم برامج نيوزراوند إضافية وهي تلك التي تغطي بعض القضايا الخاصة بكثير من التفاصيل. وكان أحد هذه البرامج هو تقرير عن أطفال الشوارع في مدينة بوغوتا وهو الموضوع التي تأثرت تأثرًا عميقًا بسببه وأظهر ضعفها بسبب البكاء على الشاشة.
وفي عام 1990 التحقت رولاسون بقناة بي بي سي للرياضة وأصبحت أول مذيعة لجراند ستاند «المنصة» وكان أسلوب تقديمها العملي سبب في أن يكون لها شعبية بين جماهيرها سريعًا بالإضافة إلى عرض برنامج بصورة منتظمة لها على قناة بي بي سي الثانية للرياضة يوم الجمعة فضلاً عن مجموعات كثيرة من البرامج الرياضية الأخرى. ومن بين اتفاقياتها التي عقدتها مع قناة البي بي سي كان دورها في تغطية بطولات ويمبلدون والألعاب الأولمبية الصيفية لعام 1992 من برشلونة ودورة الألعاب الأولمبية الصيفيه لعام 1996 من أطلنطا وذلك مع دورة ألعاب كومنويلث التي أُقيمت بمدينة فيكتوريا في كولومبيا البريطانية. كانت هيلين عضو فعال في تأييد رياضة ذوي الاحتياجات الخاصة وساعدت على تغيير شعبيتها وإدراك وسائل الإعلام وذلك أثناء تغطيتها لأولمبياد ذوي الاحتياجات الخاصة. ولم يحالف الفريق الأوليمبي البريطاني الحظ في دورة الألعاب الأولمبية في هذا العام مما دفع رولاسون في خوض المناقشات مع المشاهدين ووسائل الإعلام لدعم ما أطلقت عليه الألعاب الاولمبية «الحقيقة» وقالت جين سوان، الأمين العام لجمعية ذوي الاحتياجات الخاصة أن دعم رولاسون لهذا الحدث ساعد كثيرًا على تغيير صورته و«حتى ذلك الحين يتم التعامل مع أولمبياد ذوي الاحتياجات الخاصة على أنه مادة وثائقية تركيزها الأساسي على العجز، ولكن هيلين كانت سببًا في أن يُدرك الناس أنها رياضة». وكان هناك العديد من الأحداث الرياضية الأخرى الخاصة بذوي الاحتياجات الخاصة التي قامت هيلين بتغطيتها بما فيها بطولة العالم لذوي الاحتياجات الخاصة عام 1992، بالإضافة إلى تقديمها للنشرات الرياضية في قناة بي بي سيالاخبارية. وفي عام 1996، فازت بلقب أفضل مذيعة تلفزيونية وإذاعية في مجال الرياضة لهذا العام.

## أواخر عملها، المرض والوفاة
بدأت رولاسون بالشعور بالمرض في عام 1996 أثناء تأدية مهمة لمدة ثمانية أسابيع في الولايات المتحدة حيث كانت تغطي الدورة الأولمبية لهذا العام وألعاب الأولمبياد لذوي الاحتياجات الخاصة وتم تشخيص حالتها بمرض سرطان القولون في شهر أغسطس عام 1997 والذي قيل حينها أنه قد امتد إلى الكبد. وقيل في البداية من الممكن أن تكون رحلة العلاج لمدة ثلاثة أشهر ولكن تضارب الأراء الطبية حول محاربة المرض امتدت لفترة أكبر من ذلك وخضعت هيلين للعلاج بالمواد الكيماوية ولكنها أيضًا استخدمت مجموعة من العلاجات المتكاملة والنظام الغذائي وذلك لعلاج حالتها، واستمر المرض في الانتشار إلى أن تصاعدت الانتقالات الورمية إلى رئتيها. استمرت رولاسون في العمل خلال مرضها ما عدا أيام جلسات العلاج بالمواد الكيماوية والذي يتركها وسط حالة من الوهن وتحكي هيلن عن عملها ويكأنه الشئ الذي يجعلها تستطيع مواصلة حياتها خلال العلاج، وتقول هيلن في تصريح لها «أنا مازلت أعمل لأنني أحب عملي ولأنني أشعر ايضًا بالتحسن في الأيام التي أكون مشغولة فيها، بالإضافة إلى أنني أفضل العمل بدلاً من التسكع في المنزل بالرغم من أنها تلك الأيام التي يمكنني بالكاد أن أتحرك من السرير.» قدمت هيلن النشرات الرياضية للبي بي سي نيوز بالإضافة إلى كتابة عمود أسبوعي عن مرضها لمجلة صانداي ميرور وعملت أيضًا على تأليف كتاب عن تجربتها والتي تأمل خلاله بمساعدة الآخرين الذين لهم نفس تشخيص المرض (2). وساعدها على ذلك عزيمة العديد من الرياضيين ذوي الاحتياجات الخاصة والتي تحصل عليها أثناء تأدية عملها كما لو أنهم يعطوا لها قوة العقل لمحاربة المرض. وفي شهر اكتوبر عام 1998 قامت قناة بي بي سي ببث طبعة خاصة من سلسلة وثائقية مطلوبة بعنوان الأمل من اجل هيلن والتي جاءت بعد خضوعها للبرنامج العلاجي وحصل الفيلم على كثير من دعم الجمهور لها بسبب شجاعتها. وفي ديسمبر عام 1998 دفع زملائها في العمل الجزية من أجل نظرة رولاسون العاطفية أثناء استعراض قناة بي بي سي رياضة هذه السنة وهي المجاملة التي ولدت مشاعر مختلطة لمقدم العرض وكتبت هيلن في وقت لاحق عن هذا الحادث «شعرت بمزيج من الرعب والخجل والحماسة الغير معقولة نحو زملائي على تفكيرهم في القيام بمثل ذلك».
وفي شهر أبريل عام 1999، أعلنت هيئة الإذاعة البريطانية عن خطط لتعديل نشرة أخبار الساعة السادسة تحت توجيهات رولاسون وذلك لمراجعة الرياضة بعناية والتي ستندرج في طبعة برنامج يوم الجمعة. بدأت هيلن بتقديم البرنامج في شهر مايو، وكان أخر ظهور لها على الشاشة في 18 يونيه. فازت هيلن بجائزة الامبراطورية البريطانية في عيد الميلاد المجيد عام 1999 لخدماتها في البث والجمعيات الخيرية وفي شهر يوليو عام 1999 حضرت هيلن حفل أقيم في قصر باكنغهام لتقديمها بطريقة مشرفة من قبل الملكة. وفي تصريح لها قالت رولاسون عن هذه المناسبة «بكيت عندما تلقيت الخبر، فلم أشعر مطلقًا أنني أستحقها ولكنني سعيدة جداً أن الكثير من النساء سوق يكون لهم الفرصة في الإذاعة الرياضية». استقبلت هيلن في شهر يوليو درجة الدكتوراه الفخرية من جامعة برايتون والتي قُدمت لها في منزلها بعد إصابتها بالمرض وعدم تمكنها من حضور الحفل، وقبل ذلك بفترة قصيرة تم تكريمها بجائزة لشجاعتها في حفل توزيع جوائز الاعتزاز البريطاني عام 1999.
انخرطت رولاسون في العمل الخيري وذلك عن طريق جمعها حوالي 5 (عدد) مليون دولار من أجل علاج مرض السرطان في مستشفى ميدلسكس الشمالية والتي سُميت بذلك تكريمًا لها. توفت هيلن يوم التاسع من أغسطس عام 1999 عن عمر يناهز 43 عام في برنتوود بمدينة اسيكس. وفي السابع عشر من أغسطس أقامت الكنيسة صلاة شكر من أجل هيلن بالقرب من منزلها والتي حضرها أصدقاءها وزملائها. وفي وقت لاحق من ذلك الشهر بثت هيئة الإذاعة البريطانية فيلم وثائقي عن هيلن رولاسون والذي أُطلق عليه: المقاتلة الشجاعة وهو المقدم من قبل بيتر سيسون لمدة 30 دقيقة في الوقت الذي دفع فيه أصدقاءها وزملائها الجزية لها، بالإضافة إلى أن سيرتها الذاتية والتي سميت باسم الحياة قصيرة للغاية تم نشرها بعد وفاتها في عام 2000.

## التراث
وكأول مذيعة لبرنامج جارند ستاند «المنصة»، كانت هيلن رولاسون من رواد الإذاعة الرياضية البريطانية في هذا المجال الذي كان يغلب عليه طابع الذكور في ذلك الوقت ولكنها أسست سابقة سمحت للآخرين أن يسيروا على خطاها، مثل عدد من الشخصيات من ضمنهم سو باركر وهازل ارفين وغيل ماكينا وشيلي ويب بالإضافة إلى غابي يوراث حيث كان لهم ظهور ملفت كمذيعين للعروض الرياضية في المملكة المتحدة وذلك مع انضمام يوراث لقناة أي تي في كما لو أنها أول مذيعة رياضية في أواخر عام 1990 والتي شاركت في استضافة عرض كرة القدم «على الكرة» وساهمت أيضًا في الدوري الممتاز. وقد دفعت يوراث الجزية لرولاسون بعد فترة قصيرة من وفاتها قائلةً «أنها رمزًا لكثير من الفتيات الصغار اللاتي يرِدن البدء في هذا المجال لأنها عرضت ما يمكن القيام به، وكانت هيلن مثالاً رائعًا للجميع».
وفي يوم 4 (عدد) نوفمبر عام 1999، أعلنت هيئة إذاعة البريطانية إنشاء جائزة هيلن رولاسون على أن تُعطى إلى شخصية رياضية في قناة بي بي سي لحفل هذا العام اعترافًا «بالانجازات المتميزة في مواجهة المحن». وكان أول مستقبل لها هي مدربة الصيد الوطني المتقاعدة جيني بيتمان والتي تم تشخيصها بمرض السرطان وقُدمت لها الجائزة في حفل هذا العام في الثاني عشر من شهر ديسمبر. أما بالنسبة لباقي مستقبلي جائزة هيلن رولاسون فكانت من ضمنهم بحارة اليخوت إلين ماك آرثر في عام 2001 لشجاعتها في أن تصبح أسرع إمرأة تبحر حول العالم، بالإضافة إلى لاعبة كرة القدم جيف توماس في عام 2005 لجمع ما يزيد عن 150 ألف دولار لجمعية أبحاث سرطان الدم عن طريق ركوب الدراجات بعد معركته الخاصة مع المرض، وفي عام 2014 قُدمت لأحد منافسي دورة ألعاب انفاكتيس الافتتاحية وهو ذلك الحدث الرياضي المتعدد للعاملين في خدمة المرضى والجرحى والذي ظهر لأول مرة في هذا العام.
أنشأت صانداي تايمز جائزة هيلن رولاسون كما لو أنها جزء من إلهام النساء الرياضيات بجوائز هذه السنة وكانت جيني بيتمان هي أول من تلقت مثل هذه الجائزة في عام 1999. أما بالنسبة للآخرين اللذين استقبلوا مثل هذه الجائزة فكان من بينهم الطالبة جوانا جاردنر في عام 2007 بسبب عملها مع فريق كرة القدم من أجل السلام وهي الجمعية التي توفر تدريب كرة القدم للأطفال من المجتمعات اليهودية والفلسطينية في إسرائيل، وكلير لوماس في عام 2012 والتي أصيبت بشلل إثر حادث ركوب في ماراثون لندن في ذلك العام بمساعدة بدلة روبوتية، بالإضافة إلى ميل وودوردز، رئيسة نادي كرة القدم ميلتون نومادز للمبتدئين في سومرست والتي أسست نادي كرة قدم محلي للأطفال.
وقد تأسست جمعية هيلن رولاسون للسرطان باسمها في عام 1999. وكانت ايرادات الجمعية تدير حوالي ثلاثة من المراكز الداعمة لمرض السرطان في مدينة اسيكس وهيرتفوردشاير بالإضافة إلى لندن، وكان راعي تلك المؤسسة الخيرية هو اللورد كو والذي كان يعرف رولاسون منذ فترة عملها في البث الإذاعي. وتم افتتاح مركز هيلن رولاسون الأول لرعاية مرضى السرطان في مدينة تشيلمسفورد في إسيكس في شهر أبريل عام 2002. وفي عام 2011 تم افتتاح مركز جديد للأبحاث وذلك لتوفير العلاج للمرضى كجزء جديد من التجارب السريرية لعلاج السرطان في مستشفى تشيلمسفورد في برومفيلد.
وفي شهر أبريل عام 2006، أعلن مجلس بورو برنتوود أن التنمية السكانية الجديدة من الممكن أن تتضمن طريقًا باسم طريق رولاسون في ذكراها. بالإضافة إلى ذلك فسوف يكون هناك إحدى عشر مبان سكنية ضمن مشروع التطوير والتي سوف تحمل اسم الأشخاص المرتبطة برولاسون أو الفائزين بشخصية بي بي سي الرياضية لهذا العام. وهذه المباني التي تحمل تلك الأسماء في طريق رولاسون بما فيهم منزل ادلينجتون ومحكمة بوردمان وقصر وايتبيرد ومحكمة تورفيل بالإضافة إلى قصر ماك آرثر.

## الاصدارات
رولاسون، هيلن (2000). الحياة قصيرة جدًا. هودر & ستوكتون. ISBN 978-0-340-76772-6.

## روابط خارجية
- هيلين رولاسون على موقع IMDb (الإنجليزية)